# Калінінська сільська рада (Бійський район)
Калі́нінська сільська рада (рос. Калининский сельский совет) — сільське поселення у складі Бійського району Алтайського краю Росії.
Адміністративний центр та єдиний населений пункт — село Стан-Бехтемір.

## Населення
Населення — 991 особа (2019; 1082 в 2010, 1096 у 2002).